# 比加迪奇
比加迪奇是土耳其的城鎮，由巴勒克埃西爾省負責管轄，位於該國西部，面積1,007平方公里，海拔高度163米，該鎮在1920至1922年期間受希臘管治，2011年人口16,957。

## 外部連結
- District governor's official website （页面存档备份，存于） （土耳其文）
- Turkish Statistical Institute's official website （页面存档备份，存于） （英文）